# 2016年世界乒乓球團體錦標賽
2016年世界乒乓球團體錦標賽於2016年2月28日至3月6日在馬來西亞雪兰莪莎亚南舉行。本屆是第53屆世界乒乓球團體錦標賽。

## 參賽隊伍
2014年世界乒乓球團體錦標賽第一級前十六名及第二級前兩名晉級第一級賽事，另外剩餘隊伍中世界團體排名前五名與主辦國也獲得第一級賽事的門票。
| 中国 · 德国 · 中華臺北 · 日本 · 奥地利 · 葡萄牙 · 新加坡 | 希腊 · 波蘭 · 瑞典 · 法國 · 俄羅斯 · 乌克兰 · |

| 中国 · 日本 · 新加坡 · 香港 · 羅馬尼亞 · 德国 · 荷蘭 | 乌克兰 · 白俄羅斯 · 中華臺北 · 匈牙利 · 波蘭 · 捷克 · 奥地利 |

## 賽程
|  | 淘汰賽 |
|  | 決賽   |

| 日期     | 2月28日 週日 | 2月29日 週一 | 3月1日 週二 | 3月2日 週三 | 3月3日 週四         | 3月4日 週五      | 3月5日 週六 | 3月6日 週日 |
| -------- | ------------ | ------------ | ----------- | ----------- | ------------------- | ---------------- | ----------- | ----------- |
| 男子團體 | 小組賽       | 小組賽       | 小組賽      | 小組賽      | 1/4準決賽           | 半準決賽         | 準決賽      | 決賽        |
| 女子團體 | 小組賽       | 小組賽       | 小組賽      | 小組賽      | 1/4準決賽、半準決賽 | 半準決賽、準決賽 | 準決賽      | 決賽        |

## 獎牌榜

### 國家獎牌榜
| 排名 | 国家／地区 | 金牌 | 银牌 | 铜牌 | 總數 |
| ---- | ---------- | ---- | ---- | ---- | ---- |
| 1    | 中国       | 2    | 0    | 0    | 2    |
| 2    | 日本       | 0    | 2    | 0    | 2    |
| 3    | 中華臺北   | 0    | 0    | 1    | 1    |
| 3    | 英格兰     | 0    | 0    | 1    | 1    |
| 3    |            | 0    | 0    | 1    | 1    |
| 3    |            | 0    | 0    | 1    | 1    |
| 總數 | 總數       | 2    | 2    | 4    | 8    |

### 項目獎牌榜
| 項目              | 金牌                                          | 银牌                                                        | 铜牌                                                              |
| 男子團體 （詳細） | 中国 · 樊振東 · 方博 · 馬龍 · 許昕 · 張繼科   | 日本 · 松平健太 · 水谷隼 · 丹羽孝希 · 大島祐哉 · 吉村真晴   | · 張禹珍 · 丁祥恩 · 朱世爀 · 鄭榮植 · 李相秀                      |
| 男子團體 （詳細） | 中国 · 樊振東 · 方博 · 馬龍 · 許昕 · 張繼科   | 日本 · 松平健太 · 水谷隼 · 丹羽孝希 · 大島祐哉 · 吉村真晴   | 英格兰 · Alan Cooke · 保羅·金克霍爾 · 利亞姆·皮奇福德 · 萨姆·沃克 |
| 女子團體 （詳細） | 中国 · 陳夢 · 丁寧 · 李曉霞 · 劉詩雯 · 朱雨玲 | 日本 · 福原愛 · 濱本由惟 · 石川佳純 · 伊藤美誠 · 若宮三紗子 | 中華臺北 · 陳思羽 · 鄭先知 · 鄭怡靜 · 林佳慧 · 劉馨尹             |
| 女子團體 （詳細） | 中国 · 陳夢 · 丁寧 · 李曉霞 · 劉詩雯 · 朱雨玲 | 日本 · 福原愛 · 濱本由惟 · 石川佳純 · 伊藤美誠 · 若宮三紗子 | · 车孝心 · 金松怡 · 李美慶 · 李明順                               |

## 外部連結
- 官方网站
- ITTF